# Улица Островского (Салават)
Улица Островского (башк. Островский урамы) — улица расположена в центре города.  Улица протянулась с севера на юг.

## История
Застройка улицы началась в 1968 году. Улица застроена 5-9 этажными домами.
В конце улицы, на пересечении с Ленинградской улицей размещена WEB камера.

## Трасса
Улица Островского начинается от Октябрьской улицы и заканчивается на Ленинградской улице. Движение транспорта двухстороннее

## Транспорт
По улице Островского ходят автобусы №9,3,5 и маршрутное такси №9,3,5

## Здания и сооружения
- д. 13 магазин Мебель
  - д. 23 В 70-80 годах в здании сбоку работал детский кинотеатр "Орленок" (сейчас там находится что-то похожее на барахолку)
- д. 25 спортивный зал[3]
- В сквере на ул. Островского в 1970 году установлен памятный знак в честь победителей социалистического соревнования в честь 100-летия со дня рождения В.И. Ленина[4]
- д. 40а магазин 1000 мелочей